# Dibba al-Fujayra
Dibba al-Fujayra (arabiska: دبا الفجيرة) är en ort i Förenade arabemiraten.   Den ligger i emiratet Fujayra, i den nordöstra delen av landet, 230 kilometer nordost om huvudstaden Abu Dhabi. Antalet invånare är omkring 30 000.